# Gobierno Spajić
El gobierno Spajić (en montenegrino Vlada Milojko Spajić) es el gobierno de Montenegro desde el 31 de octubre de 2023, bajo el mandato del XII legislatura del Parlamento.

## Historia
Este gobierno está dirigido por el nuevo primer ministro centrista Milojko Spajić. Está compuesto y apoyado por una coalición ¡Europa Ahora! (PES!), Montenegro Democrático (DCG), Partido Socialista Popular (SNP), Foro Albanés y Alianza Albanesa. Juntos tienen 33 escaños de 81 en el Parlamento. El gobierno también se beneficia del apoyo pero sin participación de Por el Futuro de Montenegro (ZBCG), que tiene 13 escaños de 81.
Sucede así al gobierno del liberal Dritan Abazović, derrocado por una moción de censura y compuesto y apoyado por una coalición entre el Partido Socialista Popular (SNP), la Acción Reformista Unida (URA), el Partido Socialdemócrata de Montenegro (SDP), el Partido Bosnio (BS), la Nueva Fuerza Democrática (FORCA), el Partido Demócrata (DP/PD) y Civis.

### Formación
El 11 de agosto de 2023, después de que su partido obtuviera el primer lugar en las elecciones legislativas de 2023, a Milojko Spajić se le encomendó la tarea de formar gobierno.Después de varios meses de negociaciones, finalmente se alcanzó un acuerdo de coalición entre ¡Europa Ahora! (PES!), Montenegro Democrático (DCG), Partido Socialista Popular (SNP), Foro Albanés y Alianza Albanesa. Formado el 26 de octubre, el gobierno dirigido por Milojko Spajić asumió el poder tras recibir un voto de confianza del parlamento el día 31.

## Gabinete ministerial

### Presidente del Gobierno de Montenegro
| Fotografía | Presidente     | Período               | Período     | Partido | Partido |
| Fotografía | Presidente     | Inicio                | Fin         | Partido | Partido |
| ---------- | -------------- | --------------------- | ----------- | ------- | ------- |
|            | Milojko Spajić | 31 de octubre de 2023 | En el cargo |         | PES!    |

### Vicepresidentes del Gobierno de Montenegro
| Asuntos encargados                                             | Fotografía | Vicepresidentes   | Período               | Período             | Partido | Partido |
| Asuntos encargados                                             | Fotografía | Vicepresidentes   | Inicio                | Fin                 | Partido | Partido |
| -------------------------------------------------------------- | ---------- | ----------------- | --------------------- | ------------------- | ------- | ------- |
| Asuntos Extranjeros y Europeos                                 |            | Filip Ivanović    | 23 de julio de 2024   | En el cargo         |         | PES!    |
| Demografía y Juventud                                          |            | Dragoslav Šćekić  | 31 de octubre de 2023 | 23 de julio de 2024 |         | SNP     |
| Educación, Ciencia y Relaciones con las Comunidades Religiosas |            | Budimir Aleksić   | 23 de julio de 2024   | En el cargo         |         | NSD     |
| Infraestructura y Desarrollo Regional                          |            | Milun Zogović     | 23 de julio de 2024   | En el cargo         |         | DNP     |
| Política Económica                                             |            | Nik Gjeloshaj     | 31 de octubre de 2023 | En el cargo         |         | FSH     |
| Relaciones Internacionales                                     |            | Ervin Ibrahimović | 23 de julio de 2024   | En el cargo         |         | BS      |
| Seguridad, Política Interior, Asuntos Europeos y Exteriores    |            | Aleksa Bečić      | 31 de octubre de 2023 | En el cargo         |         | DCG     |
| Sistema Político, Poder Judicial y Lucha contra la Corrupción  |            | Momo Koprivica    | 31 de octubre de 2023 | En el cargo         |         | DCG     |
| Trabajo, Educación, Salud y Asuntos Sociales                   |            | Srđan Pavićević   | 31 de octubre de 2023 | 23 de julio de 2024 |         | CIVIS   |

### Ministerios
| Ministerio                                                      | Fotografía | Titular                  | Período               | Período             | Partido | Partido |
| Ministerio                                                      | Fotografía | Titular                  | Inicio                | Fin                 | Partido | Partido |
| --------------------------------------------------------------- | ---------- | ------------------------ | --------------------- | ------------------- | ------- | ------- |
| Administración Pública                                          |            | Marash Dukaj             | 31 de octubre de 2023 | En el cargo         |         | FSH     |
| Agricultura, Silvicultura y Gestión del Agua                    |            | Vladimir Joković         | 31 de octubre de 2023 | En el cargo         |         | SNP     |
| Asuntos Europeos                                                |            | Maida Gorčević           | 31 de octubre de 2023 | En el cargo         |         | PES!    |
| Asuntos Marítimos                                               |            | Filip Radulović          | 31 de octubre de 2023 | En el cargo         |         | PES!    |
| Bienestar Social, Atención Familiar y Demografía                |            | Damir Gutić              | 23 de julio de 2024   | En el cargo         |         | BS      |
| Cultura y Medios                                                |            | Tamara Vujović           | 31 de octubre de 2023 | En el cargo         |         | DCG     |
| Defensa                                                         |            | Dragan Krapović          | 31 de octubre de 2023 | En el cargo         |         | DCG     |
| Deportes y Juventud                                             |            | Dragoslav Šćekić         | 31 de octubre de 2023 | En el cargo         |         | SNP     |
| Derechos Humanos y de las Minorías                              |            | Fatmir Gjeka             | 31 de octubre de 2023 | En el cargo         |         | ASH     |
| Desarrollo Económico                                            |            | Nik Gjeloshaj            | 31 de octubre de 2023 | En el cargo         |         | FSH     |
| Diaspora                                                        |            | Mirsad Azemović          | 23 de julio de 2024   | En el cargo         |         | BS      |
| Educación, Ciencia e Innovación                                 |            | Anđela Jakšić Stojanović | 31 de octubre de 2023 | En el cargo         |         | PES!    |
| Ecología, Desarrollo Sostenible y Desarrollo del Norte          |            | Damjan Ćulafić           | 23 de julio de 2024   | En el cargo         |         | DCG     |
| Energía, Petróleo y Gas                                         |            | Saša Mujović             | 31 de octubre de 2023 | 23 de julio de 2024 |         | PES!    |
| Energía, Petróleo y Gas                                         |            | Admir Šahmanović         | 23 de julio de 2024   | En el cargo         |         | BS      |
| Finanzas                                                        |            | Novica Vuković           | 31 de octubre de 2023 | En el cargo         |         | PES!    |
| Interior                                                        |            | Danilo Šaranović         | 31 de octubre de 2023 | En el cargo         |         | DCG     |
| Inversión Regional, Desarrollo y Cooperación con ONGs           |            | Ernad Suljević           | 23 de julio de 2024   | En el cargo         |         | BS      |
| Justicia                                                        |            | Andrej Milović           | 31 de octubre de 2023 | 23 de julio de 2024 |         | PES!    |
| Justicia                                                        |            | Bojan Božović            | 23 de julio de 2024   | En el cargo         |         | PES!    |
| Ordenación del Territorio, Urbanismo y Bienes del Estado        |            | Janko Odović             | 31 de octubre de 2023 | 23 de julio de 2024 |         | PES!    |
| Ordenación del Territorio, Urbanismo y Bienes del Estado        |            | Slaven Radunović         | 23 de julio de 2024   | En el cargo         |         | NSD     |
| Relaciones Exteriores                                           |            | Filip Ivanović           | 31 de octubre de 2023 | 23 de julio de 2024 |         | PES!    |
| Relaciones Exteriores                                           |            | Ervin Ibrahimović        | 23 de julio de 2024   | En el cargo         |         | BS      |
| Salud                                                           |            | Vojislav Šimun           | 31 de octubre de 2023 | En el cargo         |         | PES!    |
| Transporte                                                      |            | Filip Radulović          | 31 de octubre de 2023 | 23 de julio de 2024 |         | PES!    |
| Transporte                                                      |            | Maja Vukićević           | 23 de julio de 2024   | En el cargo         |         | DNP     |
| Trabajo y Previsión Social                                      |            | Naida Nišić              | 31 de octubre de 2023 | En el cargo         |         | PES!    |
| Turismo                                                         |            | Simonida Kordić          | 23 de julio de 2024   | En el cargo         |         | NSD     |
| Turismo, Ecología, Desarrollo Sostenible y Desarrollo del Norte |            | Vladimir Martinović      | 31 de octubre de 2023 | 23 de julio de 2024 |         | DCG     |